# Kočkodanovití

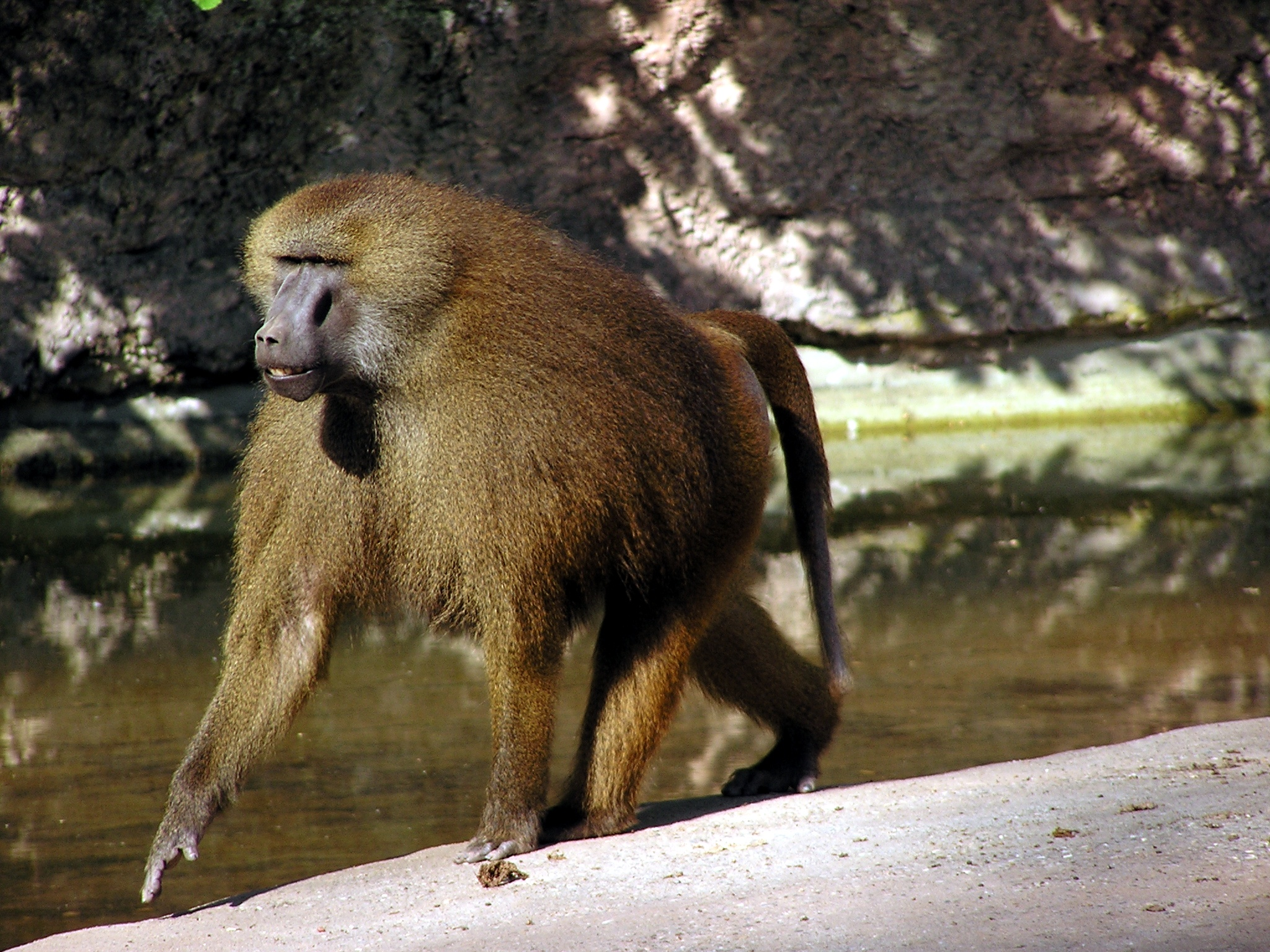
Pavián guinejský (Papio papio)

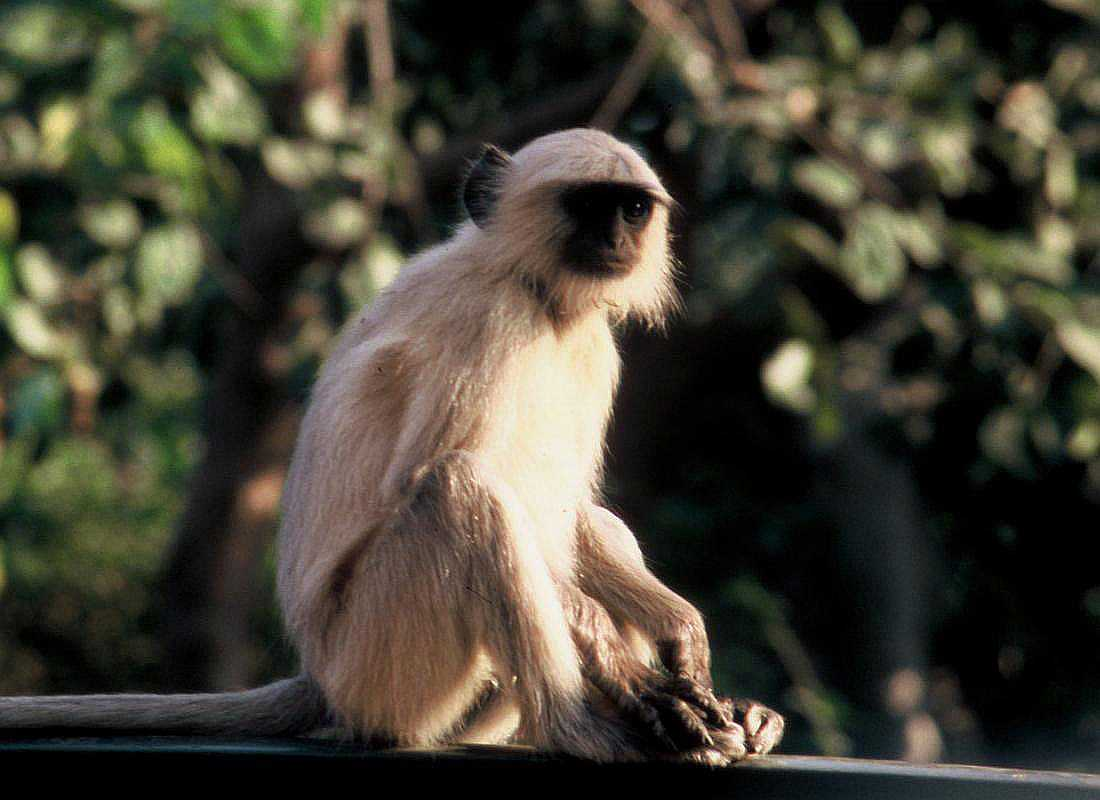
Hulman posvátný (Semnopithecus entellus)

Kočkodanovití (Cercopithecidae) je čeleď opic obývajících Starý svět. Řadíme je do skupiny úzkonosých opic. Čeleď čítá přes 20 známých recentních rodů a asi 10 vyhynulých.

## Popis
Kočkodanovití jsou rozšíření v teplých oblastech Afriky a Asie. Žijí pozemním i stromovým způsobem života, obvykle ve větších tlupách. Uvnitř skupin panuje přísná hierarchie. Mají převážně denní aktivitu. Živí se rostlinnou potravou nebo jsou všežraví. Někteří mají dlouhý ocas, jiní jej mají redukovaný. Někdy jsou vyvinuty sedací mozoly a lícní torby. K dorozumívání používají hlavně hlas a zrak, méně i čich.
U některých druhů zduří a zčervenají při říji samicím vnější pohlavní orgány. Březost je poměrně dlouhá a trvá okolo 150 až 200 dnů. Samice rodí většinou jediné mládě. Ta se mohou rodit po celý rok, období porodů není většinou nijak vyhraněné. Mládě se přidržuje matčiny srsti na břiše a samice je nosí stále s sebou. Péče o mláďata je velmi dlouhá. Samice některých druhů je kojí až jeden a půl roku. Pohlavně dospívají ve 3 až 6 letech. Mnohé druhy jsou velmi otužilé a vyskytují se i ve vysokohorských oblastech nebo v méně příznivých klimatických podmínkách.

## Rozdělení
Z oligocenních vrstev Fayumského údolí v Egyptě jsou první stopy primátů Starého světa. Z nich se v období miocénu, tj. zhruba před 30 až 15 milióny lety, oddělila od větve vedoucí ke kočkodanům a paviánům skupina, s které se vyvinuli hulmani.
Čeleď kočkodanovití se dělí na dvě podčeledi:

### Podčeleď kočkodani
Do této skupiny zařazené opice jsou všežravci, jejich základní potravou jsou plody příležitostně doplněné o hmyz a drobné obratlovce. Najdeme zde rozličné přechodné typy s odlišným způsobem života, z různě velkou specializací. Některé přešly k pozemnímu životu v otevřené savaně a jiné zůstaly stále vázány na prales.
Tuto podčeleď proto rozdělujeme na dva triby:

#### Tribus kočkodani
Do tribu kočkodani (Cercopithecini) patří praví kočkodani, kteří stojí z celé čeledě nejblíže původním předkům. Jsou to nejprimitivnější zástupci, jsou nejméně specializovaní. Obývají rozmanité ekosystémy subsaharské Afriky a jsou podle toho různě přizpůsobeni. Lebka je poměrně gracilní (štíhlá, úzká) a čelisti jsou v porovnání s ostatními kočkodanovitými kratší. Pohlavní dimorfismus se projevuje především délkou špičáků. Rozdílná velikost těla samce a samice není tak patrná jako například u paviánů. Obsadili všechna patra deštného pralesa i lesnatých savan. Charakteristickým znakem je dlouhý neredukovaný ocas. Až na jeden druh jsou aktivní jen ve dne.
Většina kočkodanů, až na kočkodana husarského nejrychlejšího běžce mezi primáty, žije stromovým způsobem života. K životu ve větvích jsou přizpůsobeni výrazně delšími zadními končetinami. Je pro ně typický pohyb po všech čtyřech končetinách a to nejen po zemi, ale i po stromech, žádné jiné opice tento pohyb po stromech neovládají lépe.
Vytvářejí komunity složené z několika jedinců a to jak v rámci jednoho druhu, tak i mezidruhově, například s mandrily, mangabeji nebo guerézami. Obyvatelé pralesních oblastí jsou většinou pestře zbarvení a na hlavě mají dále světlé skvrny, která pravděpodobně slouží pro zrakovou komunikaci v šeru stromů. Je zajímavé, že druhy které mají skvrny vertikální pohybují při hrozbě hlavou vertikálně, druhy s horizontálními skvrnami pohybují hlavou horizontálně, zvětšují tak zřetelnost barev.
Zajímavým znakem kočkodanů je obrana proti predátorům. Mají značně rozvinutou komunikaci a vokalizaci. V rámci vokalizace byl pozorován u některých jedinců primitivní "jazyk", kdy na určitý zvukový signál reagovali všichni jedinci, až na mláďata, v tlupě obdobně. Tento akustický signál se však dle oblastí liší, takže varování kočkodana obecného, žijícího v Senegalu, nerozumí kočkodani obecní, žijící v Malawi. Navíc těmto signálům se mláďata učí. Pozoruhodné může být i to, že hlídkující jedinec svými projevy přitahuje pozornost dravce a poskytuje tím drahocenný čas ostatním kočkodanům. Úkryt nacházejí nejen ve vrcholcích stromů, ale někteří kočkodani jsou dobrými plavci a před predátory skáčou do vody. Kočkodan talapoin se dravcům dokonce aktivně a mnohdy úspěšně brání.
Kočkodani patří k opicím které jsou v zajetí chovány nejvíce, ovšem druhová pestrost je malá. V zajetí se poměrně špatně množí, jsou-li dovezeni rodiče z přírody, mívají většinou potomky jen jednou. Dožívají se při dobré péči poměrně vysokého věku, 20 a výjimečně i 30 let.
Systematicky se tribus kočkodani dělí do tří skupin dle výskytu:
- pralesní kočkodani, kterou tvoří rody Cercopithecus, Allenopithecus a Miopithecus,
- lesostepní kočkodani rodu Chlorocebus,
- savanoví kočkodani rodu Erythrocebus.

#### Tribus paviáni
Do tribu paviáni (Papionini) patří kočkodanovití pohybující se většinu času na zemi. Z hlediska potravy patří mezi omnivory. Živí se především plody, kořínky, hlízami, listy, semeny a travinami, ale i hmyzem a menšími obratlovci. Obývají savany, stepi, lesostepi a sušší horské ekosystémy. Dalo by se říci, že preferují otevřené krajiny porostlé travinami a disponující množstvím úkrytů v podobě křovin a stromů. Vyskytují se v celé subsaharské Africe a jižní části Arabského poloostrova.
S robustní stavbou těla a výraznou muskulaturou paviáni jednoznačně patří k největším úzkonosým primátům. Veliká hlava přechází v poměrně krátký, ale mohutný trup, zakončený kratším ocasem. Mají stejnou délku předních a zadních končetin a délka předloktí je větší než délka zbytku paže. Prsty nohou i rukou jsou oproti jiným kočkodanovitým kratší. Výrazné protažení čelistí vytváří pro paviány charakteristický psovitý tvar tlamy. Čelisti obsahují docela široké řezáky a dlouhé, robustní špičáky. První dolní premolár slouží k doostřování horního špičáku. Výrazné jsou i nadočnicové oblouky. Tělo je pokryté srstí, obličej a anogenitální část, která obsahuje sedací hrboly, jsou lysé. Pohlavní dimorfismus se projevuje u samců značně vyšší hmotností, větší velikostí, jasnějším a pestřejším zbarvením, velikostí špičáku a hřívou.
Většinu času tráví na zemi a do spodních pater stromů se uchylují pouze za potravou, nebo ke spánku a odpočinku. Na stromech se vyskytují převážně mladší jedinci a samice, což je určeno především velikostí a hmotností. Starší jedinci nejsou příliš obratní v pohybu ve stromoví, nezavěšují se, nejsou dobrými skokany a po stromech povětšinou šplhají. Po zemi se pohybují po všech čtyřech končetinách. Velmi často se nacházejí v členitém, skalnatém terénu, kde jsou značně obratní.
Paviáni žijí v skupinách o velikosti od několika desítek jedinců až po formace o několika stech členech. V některých oblastech vznikají na noc gigantické komunity, které se v průběhu dne rozpadají do menších společenstev a k večeru opět schází. Charakter těchto sociálních systémů umožňuje u některých druhů bezproblémovou migraci samců i samic do sousedních tlup. Tlupa má svou hierarchii a je vedena dominantním samcem. Společenské seskupení se mění v závislosti na roční době, počasí a reprodukčním období. Lze se tedy setkat se skupinami, kde se vyskytuje jeden samec s několika samicemi a jejich mláďaty, i se skupinami s více samci a samicemi, kde je jeden dominantní samec s neomezenou mocí a je podporován všemi členy tlupy, včetně ostatních samců. Samice hrají v struktuře skupiny neméně důležitou roli, jelikož u většiny společenstev se vyskytuje matrilineární rodová hierarchie. Struktura velkých komunit a postavení jednotlivých jedinců lze pozorovat při přesunu skupiny do jiné oblasti. V čele zástupu jdou zkušení samci, kteří propátrávají cestu, následují je dorostenci – mladé samice a samci, za nimi jde dominantní samec obklopený samicemi s mláďaty a průvod uzavírají mladí samci, někdy i samice, kteří sbírají zkušenosti a učí se bojovat s čímkoli, co by pochod mohlo ohrozit. Paviáni jsou velmi hlučnými a agresivními tvory a to obzvláště ve větších skupinách.
Průměrná délka života se v zajetí pohybuje okolo 45 let, kdežto ve volné přírodě okolo 30 let. Nebezpečí pro ně představují lidé, leopardi, lvi, gepardi, psi hyenovití, šakali, krajty, krokodýli a šimpanzi. Pro všechny dravce, s výjimkou člověka a krokodýla, jsou kořistí jen mladí a nemocní jedinci.
Systematicky se tribus paviáni dělí do tří skupin dle výskytu:
- savanoví paviáni, které tvoří rod Papio se čtyřmi druhy, areály jejich rozšíření pokrývají savanové oblasti Afriky ale navzájem se nepřekrývají,
- pralesní paviáni, které tvoří mandrilové a drilové rodu Mandrillus, mangabejové rodů Cercocebus, Lophocebus a Rungwecebus žijící v pralesích Afriky a makakové rodu Macaca žijící v džunglích Asie (až na makaka magota obývajícího skalnatou severní Afriku a Gibraltar),
- horští paviáni dželady rodu Theropithecus žijící v horských oblastech Etiopie ve výškách 2500 až 3500 m nad mořem.

Někdy jsou makakové vyčleňování do samostatné skupiny.
V období pozdního pliocénu a snad i počátku pleistocénu (asi před 3 až 2 miliony let) se na jihu a východě Afriky vyskytoval obří zástupce paviánů druhu Dinopithecus ingens. Ten dosahoval celkové tělesné délky kolem dvou metrů a byl dvakrát těžší než současní paviáni.

### Podčeleď hulmani
Hulmani jsou to úzce specializované býložravé opice živicí se převážně jen listím. Pro takovou potravu se jim přizpůsobily např. stoličky, které pro snadnější rozžvýkání dostaly příčná žebra, žaludek ke zpracování množství celulózy se rozdělil do několika oddílů a získal podobnost se žaludkem přežvýkavců, lícní torby zmizely. Zakrněl nebo zcela vymizel palec na předních končetinách nutný pro uchopení nebo vyhrabání potravy. Pro svou potravní specializaci mají většinou úzký areál rozšíření. Rozdílná velikost těla samce a samice není moc veliká.
Hulmani se pomalu množí, samice dospívají až po 3 létech, doba březosti bývá okolo 6 měsíců, rodí se i dvojčata. Skoro rok je matka kojí a dalšího půl roku opatruje, po tu dobu nepřichází do říje. V umělých chovech, mimo hulmana posvátného (Presbytis entellus) patří k náročným a choulostivým zvířatům.
Opice této podčeledi lze rozdělit podle místa výskytu na:
- africké druhy – do této patří guerézy rodů Colobus a Procolobus. Obývají primární prales (původní), jejich domovem je střední patro pralesa, ze stromů sestupují zřídka. Obávají také galeriové lesy (obsahuje traviny, keře i stromy) na březích vodních toků, je však podmínkou aby koruny stromů tvořily souvislý zápoj. Žijí v tlupách od 5 do 20 jedinců, každá má svůj vymezený okrsek ze kterého se nevzdaluje. Své teritorium si vyznačují zpěvem a kýváním dlouhými ocasy s bílými špičkami. Jsou to mírumilovné opice, nepříteli nehrozí otevřenou tlamou a vyceněnými špičáky, ale pouze mlaskáním. Žijí skrytě a odlehlých místech, v zajetí se vyskytují jen zřídka a nepřežívají tam dlouho. Ještě v polovině minulého století byly guerézy hromadně loveny pro jemnou lesklou kožešinu, nyní požívají přísné ochrany z obavy před vyhubením.
- asijské druhy – zde patří hulmani rodu Presbytis, Semnopithecus a Trachypithecus, languři rodu Pygathrix a kahauové rodů Nasalis a Simias. Žijí v početných tlupách s pevnou hierarchií, zvířata jen zřídka přecházejí z jedné tlupy do druhé.
  - Hulmani obývají Indický poloostrov, celou jižní Asii a jižní Čínu. Žijí v početných tlupách s pevnou hierarchií, zvířata jen zřídka přecházejí z jedné tlupy do druhé. Jsou dobrými skokany, délka jejich skoků dosahuje i 10 metrů, sestupují často se stromů na zem. Jsou nápadní kartáčem srstí na čele který směřuje dopředu a tvoří jakési mohutné obočí.
  - Languři obývají pralesy Indočíny, jsou proti hulmanům poměrně robustní, přední i zadní končetiny dosahují stejné délky, obličejová část je krátká a kulatá, oči mají posunuty daleko od sebe a nos mají malý a často ohnutý vzhůru, mají lesklou hustou srst.
  - Kahauové jsou nejbizarnější opice, jejich domovem je indonéský ostrov Kalimantan. Samci s hmotností až 25 kg mají nos okurkového tvaru dlouhý téměř 10 cm a jsou mnohem větší než samice. Žijí v 10 až 20 členných tlupách, stejně jako languři patří k ohroženým druhům.

## Třídění kočkodanů
podčeleď kočkodani (Cercopithecinae) Gray, 1821
- tribus kočkodani (Cercopithecini) Gray, 1821
  - rod kočkodan (Allenopithecus) Lang, 1923
    - kočkodan Allenův (Allenopithecus nigroviridis) Pocock, 1907

  - rod kočkodan (Cercopithecus) Linnaeus, 1758
    - kočkodan bělonosý (Cercopithecus nictitans) Linnaeus, 1766
    - kočkodan Brazzův (Cercopithecus neglectus) Schlegel, 1876
    - kočkodan Campbellův (Cercopithecus campbelli) Waterhouse, 1838
    - kočkodan čepičatý (Cercopithecus lhoest) Sclater, 1899
    - kočkodan černolící (Cercopithecus ascanius) Audebert, 1799
    - kočkodan červenobřichý (Cercopithecus erythrogaster) Gray, 1866
    - kočkodan červenonosý (Cercopithecus erythrotis) Waterhouse, 1838
    - kočkodan Dentův (Cercopithecus denti) Thomas, 1907
    - kočkodan diadémový (Cercopithecus mitis) Wolf, 1822
    - kočkodan Dianin (Cercopithecus diana) Linnaeus, 1758
    - kočkodan dryas (Cercopithecus dryas) Schwartz, 1932
    - kočkodan Hamlynův (Cercopithecus hamlyni) Pocock, 1907
    - kočkodan Lowéův (Cercopithecus lowei) Lernould, 1988
    - kočkodan mona (Cercopithecus mona) Schreber, 1774
    - kočkodan Preussův (Cercopithecus preussi) Matschie, 1898
    - kočkodan pruhohřbetý (Cercopithecus pogonias) Bennett, 1833
    - kočkodan Sclaterův (Cercopithecus sclateri) Pocock, 1904
    - kočkodan sluneční (Cercopithecus solatus) Harrison, 1988
    - kočkodan stříbřitý (Cercopithecus doggetti) Pocock, 1907
    - kočkodan světlobřichý (Cercopithecus petaurista) Schreber, 1774
    - kočkodan Wolfův (Cercopithecus wolfi) Meyer, 1891
    - kočkodan zlatý (Cercopithecus kandti) Matschie, 1905
    - lesula (Cercopithecus lomamiensis) Hart, 2012

  - rod kočkodan (Erythrocebus) Trouessart, 1897
    - kočkodan husarský (Erythrocebus patas) Schreber, 1775
    - erythrocebus poliophaeus

  - rod kočkodan (Chlorocebus) Gray, 1870
    - kočkodan obecný (Chlorocebus aethiops) Linnaeus, 1758
    - kočkodan ďamďam (Chlorocebus djamdjamensis)
    - kočkodan zelený (Chlorocebus sabaeus)
    - kočkodan červenozelený (Chlorocebus pygerythrus)
    - kočkodan tantalus (Chlorocebus tantalus)

  - rod kočkodan (Miopithecus) Geoffroy, 1862
    - kočkodan gabonský (Miopithecus ougouensis) Machado, 1969
    - kočkodan talapoin (Miopithecus talapoin) Schreber, 1774
- tribus paviáni (Papionini) Burnett, 1828
  - rod pavián (Papio) Erxleben, 1777
    - pavián anubi (Papio anubis) Lesson, 1827
    - pavián babuin (Papio cynocephalus) Linnaeus, 1766
    - pavián čakma (Papio ursinus) Kerr, 1792
    - pavián guinejský (Papio papio) Desmarest, 1820
    - pavián pláštíkový (Papio hamadryas) Linnaeus, 1758

  - rod paviánec (Rungwecebus) Davenport, 2006
    - paviánec kipunji (Rungwecebus kipunji) Ehardt et Jones, 2003

  - rod dril (Mandrillus) Ritgen, 1824
    - dril černolící (Mandrillus leucophaeus) Cuvier, 1807
    - mandril rýholící (Mandrillus sphinx) Linnaeus, 1758

  - rod makak (Macaca) Lacépède, 1799
    - makak ásámský (Macaca assamensis) M'Clelland, 1840
    - makak bandar (Macaca sinica) Linnaeus, 1771
    - makak červenolící (Macaca fuscata) Blyth, 1875
    - makak japonský (Macaca fuscata) Blyth, 1875
    - makak formozský (Macaca cyclopis) Raffles, 1821
    - makak gorontolský (Macaca nigrescens) Temminck, 1849
    - makak Heckův (Macaca hecki) Fleagle, 1988
    - makak chocholatý (Macaca nigra) Desmarest, 1822
    - makak indočínský (Macaca leonina) Blyth, 1863
    - makak jávský (Macaca fascicularis) Raffles, 1821
    - makak jihomentawajský (Macaca pagensis) Miller, 1903
    - makak kápový (Macaca radiata) Geoffroy, 1812
    - makak lví (Macaca silenus) Linnaeus, 1758
    - makak magot (Macaca sylvanus) Linnaeus, 1758
    - makak medvědí (Macaca arctoides) Geoffroy, 1831
    - makak munzala (Macaca munzala) Sinha, 2004
    - makak rhesus (Macaca mulatta) Zimmermann, 1780
    - makak siberutský (Macaca siberu) Fuentes et Olson, 1995
    - makak šedoramenný (Macaca ochreata) Ogilby, 1841
    - makak tibetský (Macaca thibetana) Milne-Edwards, 1870
    - makak tmavý (Macaca maura) Schinz, 1825
    - makak tonkeánský (Macaca tonkeana) Meyer, 1899
    - makak vepří (Macaca nemestrina) Linnaeus, 1766

  - rod mangabej (Cercocebus) Geoffroy, 1812
    - mangabej chocholatý (Cercocebus galeritus) Peters, 1879
    - mangabej rudohlavý (Cercocebus torquatus) Kerr, 1792
    - mangabej štíhlý (Cercocebus agilis) Milne-Edwards, 1886
    - mangabej žlutobřichý (Cercocebus chrysogaster) Lydekker, 1900

  - rod mangabej (Lophocebus) Palmer, 1903
    - mangabej černý (Lophocebus aterrimus) Oudemans, 1890
    - mangabej Opdenboschův (Lophocebus opdenboschi) Schoudeten, 1944
    - mangabej pláštíkový (Lophocebus albigena) Gray, 1850)

  - rod dželada (Theropithecus) Geoffroy, 1843
    - dželada (Theropithecus gelada) Rüppell, 1835

podčeleď hulmani (Colobinae) Blyth, 1863
- - rod hulman (Presbytis) Eschscholtz, 1821
    - hulman běločelý (Presbytis frontata) Müller, 1838
    - hulman bělostehení (Presbytis siamensis) Müller et Schlegel, 1841
    - hulman černochocholatý (Presbytis melalophos) Raffles, 1821
    - hulman ebenový (Presbytis thomasi) Collett, 1893
    - hulman kaštanový (Presbytis rubicunda) Müller, 1838
    - hulman mentavejský (Presbytis potenziani) Bonaparte, 1856
    - hulman mitrový (Presbytis femoralis) Martin, 1838
    - hulman sundský (Presbytis comata) Desmarest, 1822
    - hulman šedý (Presbytis hosei) Thomas, 1889

  - rod hulman (Semnopithecus) Desmarest, 1822
    - hulman posvátný (Semnopithecus entellus) Dufresne, 1797

  - rod hulman (Trachypithecus) Reichenbach, 1862
    - hulman Barbeův (Trachypithecus barbei) Blyth, 1847
    - hulman zlatohlavý (Trachypithecus poliocephalus) Trouessart, 1911
    - hulman Delacourův (Trachypithecus delacouri) Osgood, 1911
    - hulman hatinžský (Trachypithecus hatinhensis) Dao, 1970
    - hulman chocholatý (Trachypithecus pileatus) Blyth, 1843
    - hulman indočínský (Trachypithecus phayrei) Blyth, 1847
    - hulman jávský (Trachypithecus auratus) Geoffroy, 1812
    - hulman laoský (Trachypithecus laotum) Thomas, 1921
    - hulman nilgirský (Trachypithecus johnii) Fischer, 1829
    - hulman rudolící (Trachypithecus vetulus) Erxleben, 177
    - hulman stříbrný (Trachypithecus cristatus) Raffles, 1821
    - hulman tmavý (Trachypithecus obscurus) Reid, 1837
    - hulman uzdičkový (Trachypithecus francoisi) Pousargues, 1898
    - hulman zlatý (Trachypithecus geei) Khajuria, 1956

  - rod gueréza (Colobus) Illiger, 1811
    - gueréza angolská (Colobus angolensis) Sclater, 1860
    - gueréza běloramenná (Colobus polykomos) Zimmermann, 1780
    - gueréza černá (Colobus satanas) Waterhouse, 1838
    - gueréza límcová (Colobus vellerosus) Geoffroy 1834
    - gueréza pláštíková (Colobus guereza) Rüppell, 1835

  - rod gueréza (Procolobus) Rochebrune, 1877
    - gueréza červená (Procolobus badius) Kerr, 1792
    - gueréza červenohlavá (Procolobus rufomitratus) Peters, 1879
    - gueréza kamerunská (Procolobus preussi) Matschie, 1900
    - gueréza Pennantova (Procolobus pennantii) Waterhouse, 1838
    - gueréza stříbřitonohá (Procolobus gordonorum) Matschie, 1900
    - gueréza zanzibarská (Procolobus kirkii) Gray, 1868
    - gueréza zelená (Procolobus verus) Van Beneden, 1838

  - rod kahau (Nasalis) Geoffroy, 1812
    - kahau nosatý (Nasalis larvatus) Wurmb, 1787

  - rod kahau (Simias) Miller, 1903
    - kahau mentavejský (Simias concolor) Miller, 1903

  - rod langur (Pygathrix) Geoffroy, 181
    - langur Bietův (Pygathrix bieti) Milne-Edwards, 1897
    - langur Brelichův (Pygathrix brelichi) Thomas, 1903
    - langur černonohý (Pygathrix nigripes) Milne-Edwards, 1871
    - langur čínský (Pygathrix roxellana) Milne-Edwards, 1870
    - langur duk (Pygathrix nemaeus) Linnaeus, 1771
    - langur šedonohý (Pygathrix cinerea) Nadler, 1997

  - rod langur (Rhinopithecus) Milne-Edwards, 1872
    - langur čínský (Rhinopithecus roxellana) Milne-Edwards, 1870
    - langur indočínský (Rhinopithecus avunculus) Dollman, 1912